# بولامون أقصى الشمال
بولامون أقصى الشمال (الاسم العلمي:Polemonium hyperboreum) هو نوع من النباتات يتبع جنس البولامون من الفصيلة البولامونية.